# Truskaveț
Truskaveț (în ucraineană Трускавець, în poloneză Truskawiec) este oraș regional în regiunea Liov, Ucraina. 

## Demografie
Componența lingvistică a orașului Truskaveț
     Ucraineană (94,22%)
     Rusă (4,99%)
     Alte limbi (0,28%)
Conform recensământului din 2001, majoritatea populației orașului Truskaveț era vorbitoare de ucraineană (94,22%), existând în minoritate și vorbitori de rusă (4,99%).

## Istorie
Regatul Poloniei 1427–1569

 Uniunea statală polono-lituaniană 1569–1772

 Imperiul Habsburgic 1772–1804

 Imperiul Austriac 1804–1867

 Austro-Ungaria 1867–1918

 Republica Populară a Ucrainei Occidentale 1918–1919

 Republica Polonă 1919–1939

 Uniunea Sovietică (ocupația) 1939–1941

 Imperiul German (ocupația) 1941–1944

 Uniunea Sovietică (ocupația) 1944–1945

 Uniunea Sovietică 1945–1991

 Ucraina 1991–prezent 